# Montagna sottomarina di Osbourn
La montagna sottomarina di Osbourn è la più antica montagna della catena sottomarina di Louisville, con un'età stimata di 77,3 milioni di anni. La montagna, situata nell'estremità occidentale della catena, è a tutti gli effetti un guyot e la sua piatta sommità è attraversata da diverse linee di faglia. Così come l'intera catena sottomarina di Louisville, anche questo rilievo ha avuto origine dal punto caldo di Louisville.
La montagna sottomarina di Osbourn sarà un giorno distrutta a causa della subduzione della placca pacifica su cui la montagna giace, che la sta portando verso le fosse di Tonga e delle Kermadec. Supponendo costante l'attuale velocità del moto della placca, tutto ciò avverrà, naturalmente, tra diversi milioni di anni.